# Westmeath GAA
Il Westmeath County Board, più conosciuto come Westemeath GAA, è uno dei 32 county board irlandesi responsabile della promozione degli sport gaelici nella contea di Westmeath e dell'organizzazione dei match della propria rappresentativa (Westmeath GAA è usato anche per indicare le franchigie degli sport gaelici della contea) con altre contee.

## Calcio gaelico
Il calcio gaelico ha vissuto lunghi periodi bui a Westmeath, anche a causa dell'esigua popolazione, che ovviamente è direttamente proporzionale alla possibilità di sfornare molti talenti. Tuttavia a partire dagli anni novanta è iniziato un miglioramento consistente che ha portato a due titoli All-Ireland (uno minor e uno under-21). I migliori risultati a livello senior sono pervenuti con le vittorie della National football league di seconda divisione e con la conquista del primo titolo provinciale del Leinster nel 2004, sotto la guida del leggendario Paidi O Sé.

### Titoli vinti
- All-Ireland Under-21 Football Championships: 1999 (1)
- All-Ireland Minor Football Championships: 1995 (1)
- Leinster Senior Football Championships: 2004 (1)
- Leinster U21 Football Championships: 1999, 2000 (2)
- Leinster Minor Football Championships: 1939, 1952, 1963, 1995, 2000 (5)
- Leinster Junior Football Championships: 1905, 1915, 1929, 1940 (4)
- NFL di seconda divisione: 2004, 2006, 2008

### All-Stars
- Rory O'Connell - 2001
- Ger Heavin - 2001
- David Mitchell - 2001
- Dessie Dolan - 2001, 2004.
- Donal O'Donoghue - 2004
- Denis Glennon - 2004
- Gary Connuaghton - 2004, 2006, 2008.
- John Keane - 2004, 2008.
- Michael Ennis - 2008

I vincitori sono in grassetto, gli altri sono solo stati nominati.

## Hurling
I massimi risultati raggiunti dalla squadra di hurling nel suo primo mezzo secolo di storia sono la vittoria della soppressa Leinster League per due volte di fila e il raggiungimento della finale del Leinster Senior Hurling Championship nel 1936. Più recentemente sono stati artefici dell'interruzione della serie positiva nella National Hurling League di Galway  che durava da 18 mesi.

### Christy ring Cup
Nel 2005 vinsero il trofeo e furono ammessi alla Liam McCarthy Cup, la prima divisione nazionale. Nel Leinster Senior Hurling Championship debuttarono con una vittoria ai danni di Dublino ma poi persero con Kilkenny ed uscirono dal torneo. Nella fase di ripescaggio per l'All-Ireland furono battuti consecutivamente da Waterford, Galway e Laois e persero lo spareggio salvezza contro Dublino a Tullamore, fatto che li relegò in seconda divisione ancora una volta. Tuttavia si rifecero vincendo tale torneo l'anno seguente, il 2007 e nel 2010.

### Titoli
- The All-Ireland Senior Hurling Championship : the Christy Ring Cup: 2005, 2007, 2010 (3)
- All-Ireland Senior B Hurling Championships: 1975, 1985, 1991 (3)
- All Ireland Minor B Hurling Championships: 1999 (1)
- All-Ireland Junior Hurling Championship: 1936 (1)
- National Hurling League, Division 2: 2008
- Walsh: 1982 (1)
- Kehoe Cup: 1993, 1996, 1998, 2004, 2008, 2009, 2010 (6)